# Arnold Pick
Arnold Pick (né le 20 juillet 1851 à Velké Meziříčí, en margraviat de Moravie, et décédé le 4 avril 1924 à Prague) est un neurologue et psychiatre tchécoslovaque d'origine germano-juive. On lui doit l'identification du syndrome clinique de la maladie de Pick et les 'corps de Pick' qui sont caractéristiques de ce trouble.

## Biographie
Arnold Pick a étudié la médecine à Vienne en Autriche et a été l'assistant de Theodor Meynert. En 1875 il obtient son doctorat et devient l'assistant de Carl Westphal à Berlin, où travaille également Carl Wernicke. Ceux-ci ont influencé les premiers travaux de Pick sur l'aphasie. En 1875, il est médecin au Grossherzogliche Oldenburgische Irrenheilanstalt à Wehnen.
En 1877, Pick est invité au Landesirrenanstalt de Prague ("Katerinke") et en 1878 il est chargé de cours en psychiatrie et en neurologie à l'Université de Prague. En 1880, il devient le  directeur de la clinique psychiatrique de Dobran et en 1886 professeur et directeur de la clinique psychiatrique de l'université de Prague.
Il décède d'une septicémie à la suite d'une opération des calculs biliaires.

## Œuvre scientifique
Pick a entrepris d'importantes recherches pathologiques sur des patients atteints de maladies psychiatriques. En particulier ceux concernant la localisation corticale des troubles de la parole lui valurent une reconnaissance internationale. En plus de ses 350 publications, il a rédigé un manuel de pathologie du système nerveux.
Pick a travaillé en étroite collaboration avec Otto Kahler, ainsi que Ordinarius à Prague. 
Pick fut le premier à décrire la démence frontotemporale, une maladie dégénérative nerveuse héréditaire, que l'on appelle actuellement maladie de Pick.

## Littérature
- Kertesz A, Kalvach P.: Arnold Pick and German neuropsychiatry in Prague. Arch Neurol. 1996 53: 935-938
- Ueber primäre chronische Demenz (so. Dementia praecox) im jugendlichen Alter. Prager medicinische Wochenschrift, 16, 312—15, 1891